# اعمال قدرت

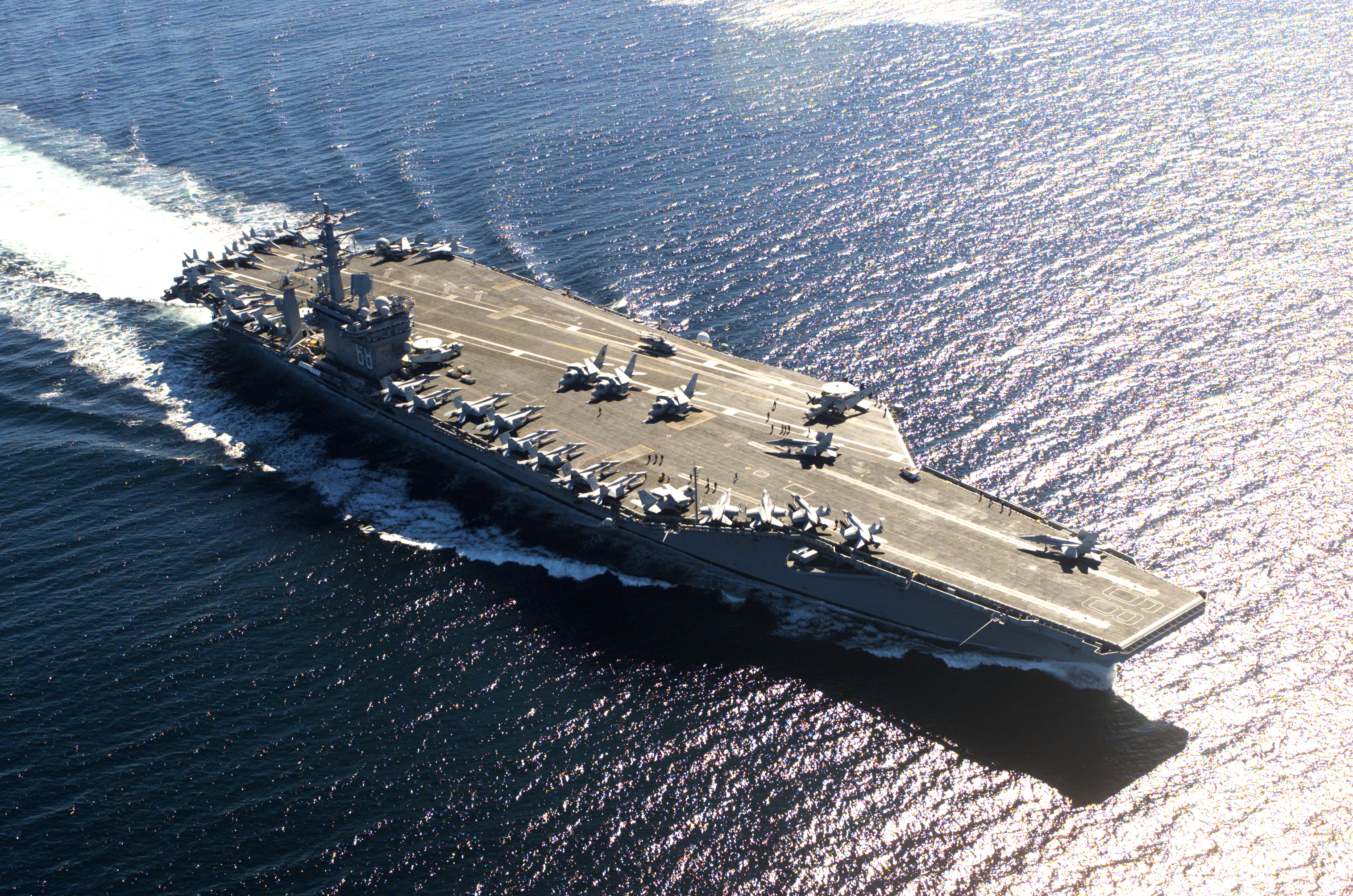
ناوهای هواپیمابر مانند یواس‌اس نیمیتز نقش مهمی در نمایش و اعمال قدرت مدرن ایفا می‌کنند.

اعمال قدرت (انگلیسی: Power projection) قدرت‌نمایی یا طرح‌ریزی قدرت در روابط بین‌الملل، ظرفیت یک دولت مستقل برای استقرار و حفظ نیروها در خارج از قلمرو خود است. توانایی یک دولت برای اعمال قدرت خود در یک منطقه می‌تواند به عنوان یک اهرم دیپلماتیک مؤثر عمل کند، بر فرآیندهای تصمیم‌گیری تأثیر بگذارد و به‌عنوان یک عامل بازدارنده بالقوه بر رفتار سایر کشورها عمل کند.
این توانایی عنصر حیاتی قدرت یک دولت در روابط بین‌الملل است. هر دولتی که بتواند نیروهای نظامی خود را به خارج از قلمرو خود هدایت کند، می‌توان گفت که سطحی از توانایی قدرت‌نمایی یا اعمال قدرت را دارد، اما خود این اصطلاح بیشتر در اشاره به ارتش‌هایی با دسترسی جهانی (یا حداقل به‌طور قابل توجهی گسترده‌تر از منطقه نزدیک یک دولت) استفاده می‌شود. حتی دولت‌هایی با دارایی‌های قدرت سخت قابل توجه (مانند یک ارتش دائمی بزرگ) ممکن است تنها بتوانند نفوذ منطقه‌ای محدودی را اعمال کنند، مادامی که فاقد ابزارهای لازم برای اعمال مؤثر قدرت خود در مقیاس جهانی باشند. به‌طور کلی، تنها تعداد کمی از دولت‌های منتخب قادر به غلبه بر مشکلات لجستیکی ذاتی در استقرار و هدایت یک نیروی نظامی مدرن و مکانیزه هستند. در این شرایط متحدان و شرکا می‌توانند بخشی از بار اعمال قدرت را بر دوش بکشند یا به اشتراک بگذارند. یکی از معیارهای سنجش توانایی یک دولت برای اعمال قدرت، شیب از دست دادن قدرت است.
یک دولت ممکن است در منطقه خاکستری، درست قبل از درگیری، رقابت کند و قدرت نرم یا قدرت سخت خود را در تلاش برای ابرقدرت بالقوه اعمال کند. در حالی که معیارهای سنتی اعمال قدرت اغلب بر دارایی‌های قدرت سخت (تانک‌ها، سربازان، هواپیماها، کشتی‌های دریایی و غیره) تمرکز دارند، استفاده از قدرت نرم نشان می‌دهد که اعمال قدرت لزوماً نباید به‌طور فعال نیروهای نظامی را در نبرد قرار دهد، بلکه فقط به‌طور بالقوه دارایی‌های اعمال قدرت اغلب می‌توانند کاربردهای دوگانه داشته باشند.